# Margerie-Hancourt
Margerie-Hancourt è un comune francese di 202 abitanti situato nel dipartimento della Marna nella regione del Grand Est.

## Società

### Evoluzione demografica
Abitanti censiti